# Tomophyllum hornei
Tomophyllum hornei är en stensöteväxtart som först beskrevs av Bak., och fick sitt nu gällande namn av Barbara S. Parris. Tomophyllum hornei ingår i släktet Tomophyllum och familjen Polypodiaceae. Inga underarter finns listade.